# Hagneck
Hagneck es una comuna suiza del cantón de Berna, situada en el distrito administrativo del Seeland. Limita al norte y noreste con la comuna de Täuffelen, al sureste con Walperswil, al sur con Siselen, y al oeste con Lüscherz y Twann-Tüscherz.
Situada en el distrito de Nidau hasta su desaparición el 31 de diciembre de 2009.

## Transporte
- Línea ferroviaria ASM: Biel/Bienne – Ins

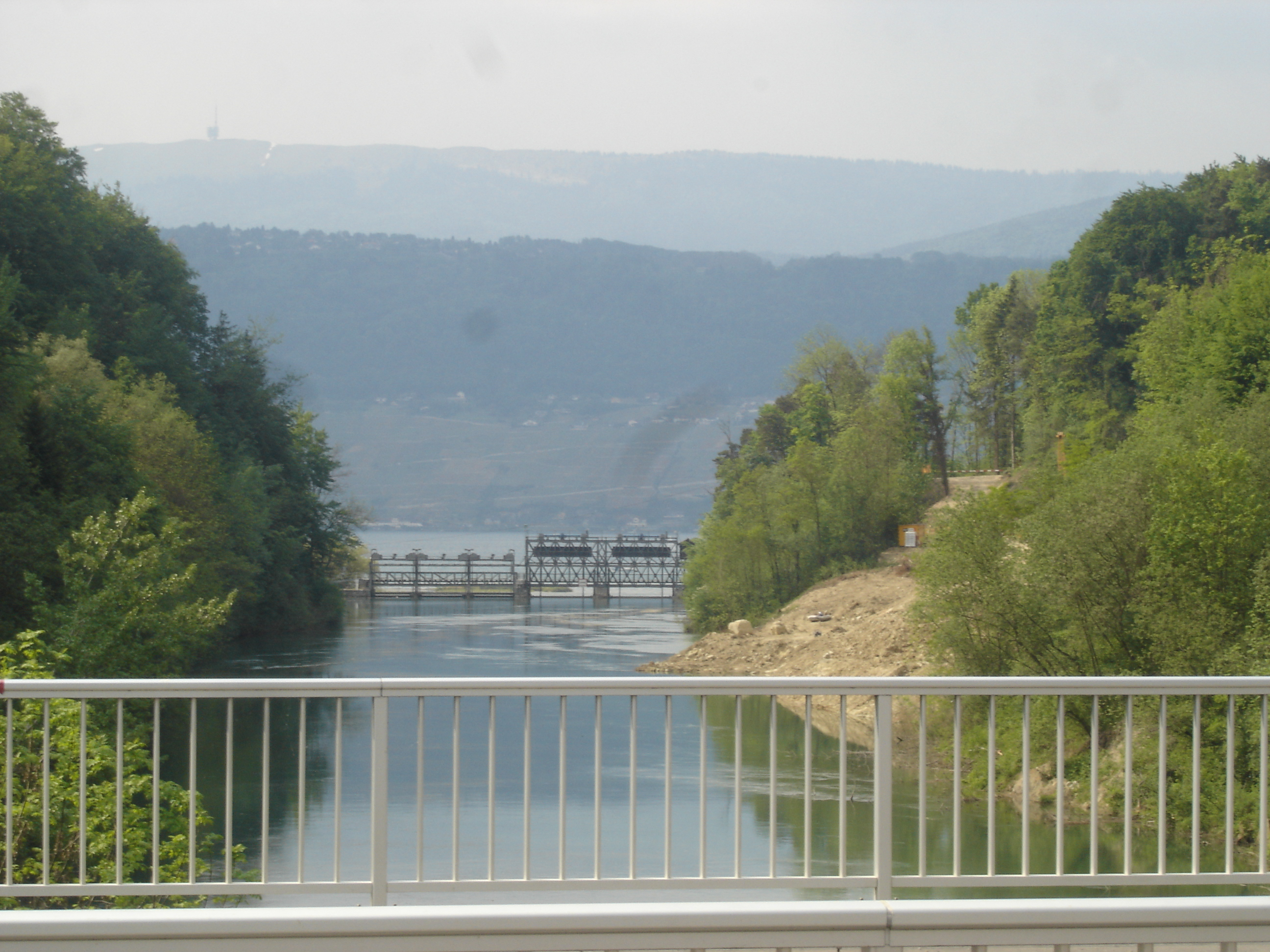
Canal de Hagneck con el lago de Bienne al fondo.